# Werner Silberstein
Werner Silberstein (hebräisch ורנר זילברשטיין; * 24. November 1899 in Berlin; † 31. Januar 2001 in Jerusalem) war ein deutsch-israelischer Mediziner und Bakteriologe sowie Forscher am Robert-Koch-Institut (RKI). Er wurde aufgrund seiner jüdischen Herkunft verfolgt und musste deshalb im März 1933 das RKI nach der „Machtergreifung“ durch die Nationalsozialisten verlassen.

## Familie
Silberstein stammte aus einer jüdischen Familie. Seine Eltern waren der Kaufmann und Inhaber des Herrenmodegeschäftes The Gentleman Walther Silberstein (geb. 14. Juli 1871, Serteggen, Ostpreußen, gest. 28. März 1930, Berlin) und Lea Silberstein, geb. Levy (geb. 22. Oktober 1872, Guben, Brandenburg, gest. 16. Februar 1917, Berlin). Er hatte zwei jüngere Schwestern, Elsa Ruth Silberstein (geb. 8. März 1901, Berlin, gest. 21. Juli 1923, Berlin) und Margot Judith Hepner, geb. Silberstein (geb. 27. Juli 1904, Berlin, gest. 11. August 2004, London, Großbritannien).
Silberstein heiratete im Jahr 1924 die aus dem heutigen Weißrussland stammende Ronja Kolodny (geb. 1899, Telechany bei Pinsk, Weißrussland, gest. 1978, Jerusalem). Die Ehe blieb kinderlos.

## Leben bis zur Machtübernahme durch die Nazis
Silberstein verbrachte seine Kindheit und Jugend in Berlin und machte dort am Königlichen Wilhelms-Gymnasium im Jahr 1917 sein Abitur, kriegsbedingt als Notexamen. Danach trat er in den „vaterländischen Hilfsdienst“ ein. Nach dem Ende des Ersten Weltkriegs begann er das Studium der Medizin und promovierte im Jahr 1924 in Berlin mit seiner Dissertation Die Spülbehandlung bei Entleerungsbehinderung des Magens.
Nach dem Studium arbeitete Silberstein eine Zeit lang als Assistenzarzt an der von Friedrich Kraus geleiteten II. Medizinischen Klinik der Berliner Charité. Am 1. Januar 1926 trat er in das Robert-Koch-Institut ein, an dem bereits sein Cousin Alfred Cohn beschäftigt war. Bis 1933 war er in der Abteilung für Chemotherapie tätig und forschte als Bakteriologe zu unterschiedlichen Erregern. In Fachzeitschriften veröffentlichte er zahlreiche Artikel, u. a. zur Typhus- und Paratyphusdiagnostik.
Nach der Machtergreifung durch die Nationalsozialisten wurde im Frühjahr 1933 das Gesetz zur Wiederherstellung des Berufsbeamtentums erlassen. Auf der Basis dieser gesetzlichen Vorlage wurde Silberstein im März 1933 wie alle jüdischen Mitarbeitenden am RKI wegen seiner jüdischen Herkunft entlassen.

## Beruf und Leben ab 1933
Nach der Entlassung aus dem RKI wurde Silberstein aus dem Ärzteverband und von der Kassenzulassung ausgeschlossen. Als überzeugter Zionist emigrierte er 1933 ausgestattet mit einem A1-Zertifikat nach Palästina. Mit der Auswanderung gab er zusätzlich das Amt als Vorstand der Misrachi-Gruppe Berlin, als Vertreter der jüdischen Volkspartei beim Preußischen Landesverband jüdischer Gemeinden und als Mitglied im Bund Jüdischer Akademiker auf.
In Jerusalem war er anschließend bis 1938 als Bakteriologe im bakteriologischen Labor des von der Hadassah Medical Organisation geführtem Rothschild-Krankenhauses angestellt. 1934 gründete er den Hebräischen Zirkel für Einwanderer aus Deutschland und leitete diesen bis 1936. Darüber hinaus war er während des britischen Mandats Mitglied der zionistischen, paramilitärischen Hagana in Palästina.
In der Zeit von 1938 bis 1942 übernahm Silberstein bei dem ebenfalls aus Deutschland emigrierten Hygieniker Hugo Braun eine Dozentenstelle am Institut für Mikrobiologie und Seuchenlehre der Universität Istanbul. Gleichzeitig arbeitete er mit Alija Bet zusammen, einer Initiative für die Einwanderung tausender Juden aus Europa in das Britische Mandatsgebiet Palästina, die nach britischem Recht als illegale Einwanderung galt.
Nach 1942 kehrte Silberstein nach Palästina zurück und war zunächst wieder als Bakteriologe tätig. Nach der Staatsgründung Israels im Jahr 1948 war er zudem maßgeblich am Aufbau der Zentrallabore im öffentlichen Gesundheitswesen des Landes beteiligt und bekleidete hohe Positionen innerhalb des israelischen Gesundheitssystems. So war er von 1948 bis 1964 Direktor des Zentrallabors des staatlichen Gesundheitsamtes sowie von 1958 bis 1964 Direktor der Abteilung für Laboratorien des öffentlichen Gesundheitswesens im Gesundheitsministerium. In dieser Zeit entwickelte er zusammen mit seinem ehemaligen Kollegen aus dem Robert-Koch-Institut, Fritz Kauffmann, der 1933 nach Dänemark emigrieren musste und mit dem er damals schon über Salmonellen gearbeitet und geforscht hatte, eine intensive Zusammenarbeit auf dem Gebiet der Salmonellenforschung. Über diese Forschung publizierten sie in zahlreichen internationalen Fachzeitschriften. 1965 trat Silberstein in den Ruhestand, blieb aber als Fachberater beim Gesundheitsministerium aktiv.
In Israel war Silberstein Mitbegründer und Mitglied der israelischen Mikrobiologischen Gesellschaft, Mitglied im israelischen Ärzteverband, Mitglied im Verband für klinische Pathologie sowie stellvertretender Vorsitzender der Medizinischen Akademie Jerusalem. Darüber hinaus war er im Jahr 1954 stellvertretender Präsident der B’nai-B’rith-Loge Jerusalem sowie später Vorsitzender des Kuratoriums des israelischen Instituts für religiöse Musik.

## Begegnung mit der alten Heimat
Klaus Schütz war im Juni 1969 Regierender Bürgermeister von Berlin, als der West-Berliner Senat unter seinem Vorsitz beschloss, ehemalige jüdische Mitbürger, die in der Zeit des Nationalsozialismus emigrieren mussten, als Geste der Versöhnung in ihre ehemalige Heimatstadt einzuladen. Allein bis 1979 wurden daraufhin etwa Zehntausend ehemalige jüdische Mitbürger mit ihren Angehörigen aus den verschiedensten Teilen der Welt eingeladen. Im Rahmen des 10-jährigen Jubiläums dieser Veranstaltung im Jahr 1979 lud der amtierende Regierende Bürgermeister Dietrich Stobbe auch Werner Silberstein mit weiteren 250 Gästen aus Israel ein. Bei einer Feierstunde im Internationalen Congress Centrum Berlin (ICC) begrüßte er Gäste aus zehn Nationen. Im Verlauf des Besuchsprogramms konnte Silberstein seine ehemalige Arbeitsstätten am RKI aufsuchen, wo er von der Institutsleitung nachträglich noch zum „Professor außer Diensten“ ernannt wurde.
Über diese Jubiläumsveranstaltung wurde unter der Regie von Thomas Hartwig der Dokumentarfilm „Begegnung mit der alten Heimat“ mit Werner Silbersteins Vita als zentrales Beispiel gedreht, der 1979 vom Sender Freies Berlin ausgestrahlt und 2021 im Berliner Zeughauskino gezeigt wurde.

## Ehrungen
- Ehrenbürger der Stadt Jerusalem[2]
- Calmetta-Medaille des Pasteur-Instituts Paris, 1963[2]
- Nachträgliche Ernennung zum Professor a. D. des RKI, 1979[3]

## Schriften
- Die Spülbehandlung bei Entleerungsbehinderung des Magens. Dissertation. 1924.[6]
- Über eine gaslose Minusvariante des Bac. enteritides Gaertner; Typus Kiel. In: Zeitschrift für Hygiene und Infektionskrankheiten. Nr. 116, 1934, S. 64–68 DOI:10.1007/BF02176784
- The practical importance of modern serological methods for differentiating the salmonella group. In: The journal of pathology and bacteriology. Vol. 41, 1935, S. 199–203.[7]
- mit Ch. B. Gerichter: Salmonellosis in Israel. In: E. van Oye (Hrsg.): The World Problem of Salmonellosis. (= Monographiae Biologicae. vol 13). Springer, Dordrecht 1964, ISBN 978-94-011-9844-8,
- My way from Berlin to Jerusalem. Memoiren, Übersetzung von Batya Rabin. Unbekannter Verlag, Jerusalem 1994.[8]
- Darüber hinaus entstanden mehr als 80 Abhandlungen in israelischen und ausländischen Zeitschriften über klinische Mikrobiologie und über das öffentliche Gesundheitswesen[9][2]